# Allarme nucleare
Allarme nucleare (Missile X – Geheimauftrag Neutronenbombe) è un film del 1978 diretto da Cesare Canevari con lo pseudonimo di Leslie H. Martinson. È una storia fanta-spionistica in una coproduzione tra diversi paesi (Germania, USA, Italia, Spagna e Iran).

## Trama
Dopo aver rubato un'arma atomica, il criminale denominato Barone si ritrova contro un agente della CIA inviato per indagare la misteriosa fine di un altro agente, scoprendo alla fine i piani del folle.

## Critica
(Fantafilm)